# Harmothoe bathydomus
Harmothoe bathydomus är en ringmaskart som beskrevs av E. Ditlevsen 1917. Harmothoe bathydomus ingår i släktet Harmothoe och familjen Polynoidae. Inga underarter finns listade i Catalogue of Life.